# Aminta (Tasso)

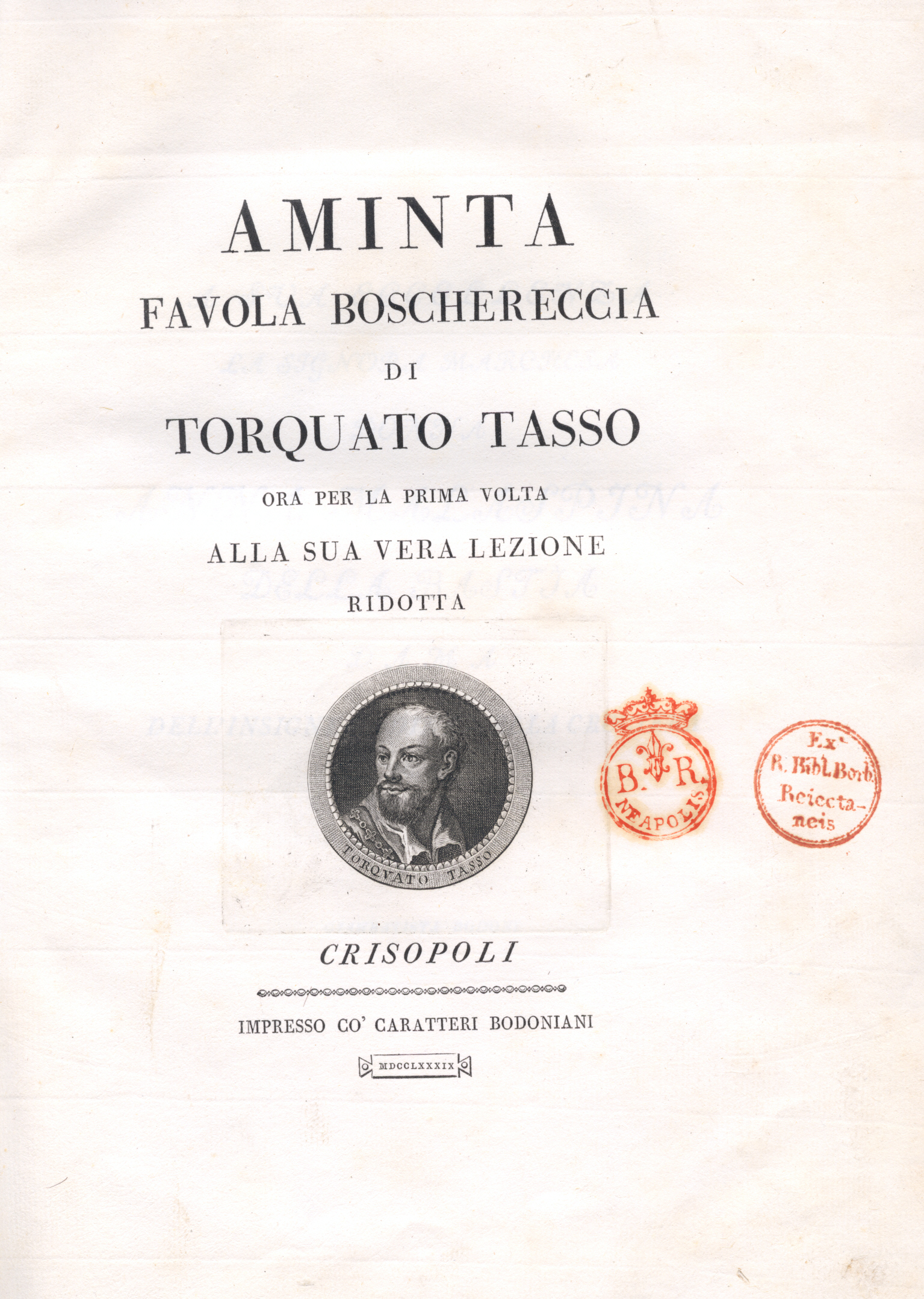
Edición de 1789, en Parma.

Aminta (Amintas) es un drama pastoril en italiano escrito por Torquato Tasso. Tiene cinco actos, escrito en endecasílabos y heptasílabos alternados. Se estrenó en la corte de Ferrara el 13 de julio de 1573, con un inmenso éxito. 
Narra el amor del pastor Amintas por la ninfa Silvia, que no le corresponde por ser devota de la diosa Diana. Creyendo a su amada muerta por un lobo, Amintas intenta suicidarse lanzándose desde una roca. Silvia, arrepentida, busca a Amintas, al que cree muerto, y descubre que se ha salvado. La obra termina con los dos amantes el uno en brazos del otro. 
La obra se desarrolla en el ambiente idílico propio del género pastoril, con una marcada influencia de autores griegos como Teócrito; latinos como Virgilio; e italianos como Jacopo Sannazaro, Angelo Poliziano o Ludovico Ariosto.
Fue la base de varias libretos de ópera, entre ellos el libreto de Metastasio sobre el que Mozart basó su Il re pastore. También el ballet Sylvia con música de Léo Delibes tiene por trama la historia de Amintas.
Al español fue traducido muy tempranamente por Juan de Jáuregui en 1607.